# Mukhammedkalyi Abylgaziev

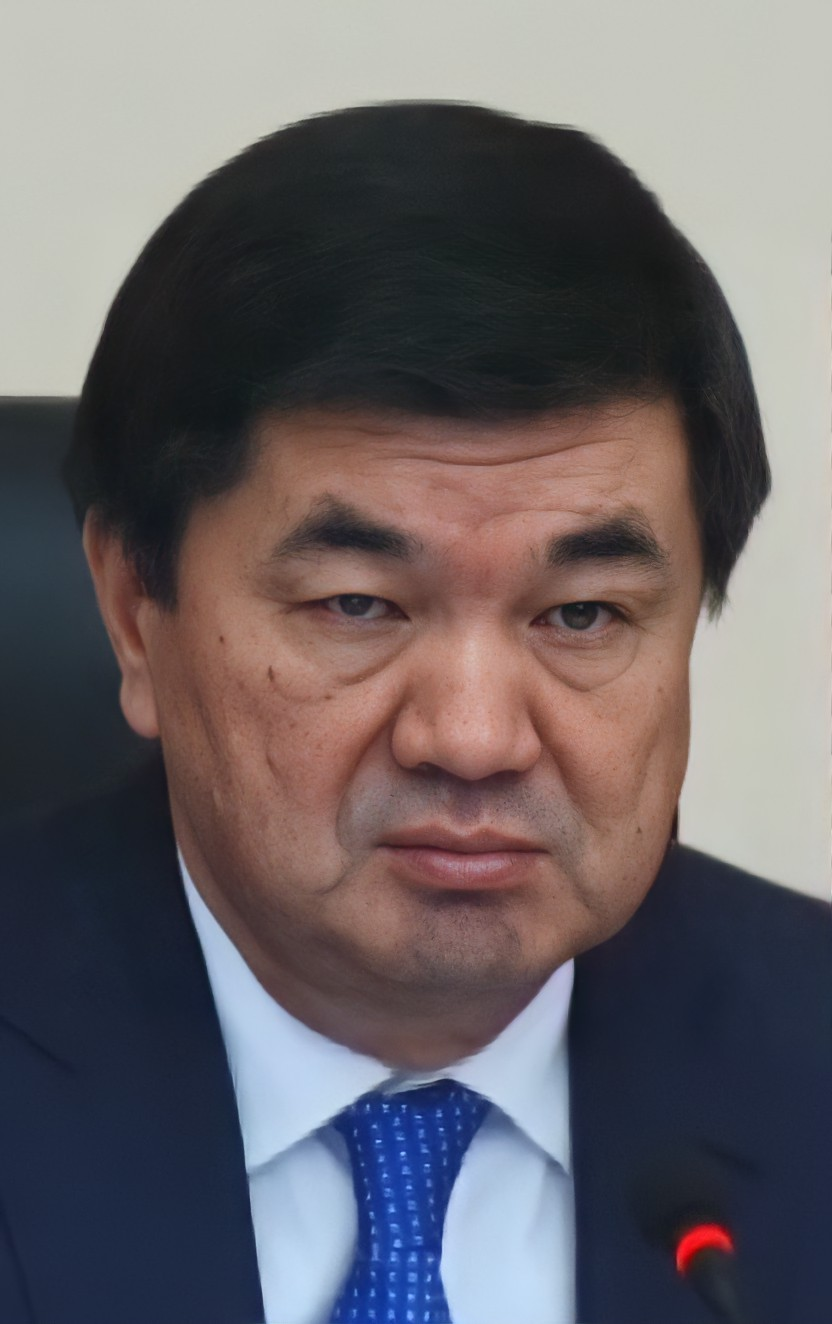
Mukhammedkalyi em janeiro de 2019.

Mukhammedkalyi Düşekeyeviç Abylgaziev (quirguiz: Мухамметкалый Дүйшекеевич Абылгазиев; Kochkor, 20 de janeiro de 1968) é um político quirguiz foi Primeiro-ministro do Quirguistão de 20 de abril de 2018 a 17 de junho de 2020.
Abylgaziev foi Primeiro-ministro interino do Quirguistão de 22 de agosto a 26 de agosto de 2017. Foi nomeado após a renúncia de Sooronbay Jeenbekov para contestar a Eleição presidencial do Quirguistão em 2017. Anteriormente foi vice-primeiro-ministro. Em 20 de abril de 2018, ele foi renomeado Primeiro-ministro pelo Presidente Sooronbay Jeenbekov, após o gabinete de Sapar Isakov ser demitido.
Desde sua posse, Abylgaziev tem se reunido frequentemente com seus colegas de governo, incluindo os Primeiros-ministros do Cazaquistão, da Rússia, do Paquistão, da Armênia e da China e o Presidente da Turquia.